# STS–102
Az STS–102 jelű küldetés az amerikai űrrepülőgép-program 103., a Discovery űrrepülőgép 29. repülése.

## Küldetés
Az első legénységcsere az ISS fedélzetén. Az első legénységet szállító Szojuz TM–31 mentőűrhajóként az űrállomáson maradt.

## Jellemzői
A beépített kanadai Canadarm (RMS) manipulátor kart 50 méter kinyúlást biztosított (műholdak indítás/elfogása, külső munkák [kutatás, szerelések], hővédőpajzs külső ellenőrzése) a műszaki szolgálat teljesítéséhez.

## Első nap
2001. március 8-án a szilárd hajtóanyagú gyorsítórakéták, Solid Rocket Booster(SRB) segítségével Floridából, a Cape Canaveral (KSC) Kennedy Űrközpontból, a LC39–B (LC–Launch Complex) jelű indítóállványról emelkedett a magasba. Az orbitális pályája 92,1 perces, 51,5 fokos hajlásszögű, elliptikus pálya perigeuma 370 kilométer, az apogeuma 381 kilométer volt. Felszálló tömeg indításkor 99 503 kilogramm, leszálló tömeg 90 043 kilogramm. Szállított hasznos teher 5760 kilogramm.

## Hasznos teher
Az űrrepülőgép rakterében elhelyezett, olasz (ASI) építésű többcélú, újrafelhasználható Leonardo MPLM logisztikai modullal rakományt (víz, élelmiszer, ruházat, műszerek, személyes felszerelés, kísérleti- kutatási anyagok és eszközök, giroszkópok, elemek, akkumulátorok) szállítottak az ISS fedélzetére. A Nemzetközi Űrállomáshoz csatlakoztatva, hermetikus üzemmódban nyomás alatt lévő modulként szolgált. Rendelkezett a létfenntartás feltételeivel (tűzjelző- és oltó rendszer, elektromos hálózat, számítógép funkciók). Hűtő- tároló berendezése van, élelmiszer és kutatási anyagok szállítására képes. Az űrrepülőgép dokkolását követően a robotkarral kiemelték a raktérből és az űrállomás Unity kikötőmoduljához kapcsolták. Az űrállomással összekapcsolva kipakolták, illetve eszközeit használták a programokhoz. Program végével a kutatási eredményeket, használ elemeket, csomagoló anyagokat, a szemetet bepakolták, majd a robotkarral visszaemelték az űrrepülőgép rakterébe. Az űrrepülőgépről nem volt kapcsolat a modullal (teheráruként szerepelt).

### Űrséták
Az első, a leghosszabb űrséta (kutatás, szerelés) valósult meg a 8 óra 56 perccel. A második űrséta az STS–49 küldetésén történt, 8 óra és 29 perc időtartamban. Az MPLM dokkolásához el kellett távolítani a Unity modul PMA–3 adapterét, és a korábban telepített kommunikációs antennát. A másodikon rögzítették a külső rakodási platformot (tartalék anyagok, kábelek) (ESP), rendszerbe állították az ammónia hűtőfolyadék-szivattyút. Szükségszerű karbantartást (elem cserék) végeztek.
(zárójelben a dátum és az időtartam)
- EVA 1: Voss és Helms (2001. március 11., 8 óra 56 perc)
- EVA 2: Thomas és Richards (2001. március 13., 6 óra 21 perc)

#### Dokkolás az ISS-hez
- Dokkolás: 2001. március 10. 6:38 UTC
- Lekapcsolódás: 2001. március 19. 4:32 UTC
- Idő az ISS-nél: 8 nap, 21 óra, 54 perc

## Tizenkettedik nap
2001. március 21-én a Kennedy Űrközponton (KSC), kiinduló bázisán szállt le. Összesen 12 napot, 19 órát, 51 percet és 57 másodpercet töltött a világűrben. 8 500 000 kilométert (5 300 000 mérföldet) repült, 201 alkalommal kerülte meg a Földet.

## Személyzet
(zárójelben a repülések száma az STS–102 küldetéssel együtt)
- James Donald Wetherbee  (5), parancsnok
- James McNeal Kelly  (1), pilóta
- Andy Thomas  (3), küldetésfelelős
- Paul William Richards  (1), küldetésfelelős
- Jurij Vlagyimirovics Uszacsov  (4), küldetésfelelős/ISS parancsnok – Orosz Szövetségi Űrügynökség (RKA)
- James Shelton Voss  (5), küldetésfelelős/ISS fedélzeti mérnök
- Susan Helms  (5), küldetésfelelős/ISS fedélzeti mérnök

### Tartalék személyzet
- Jurij Ivanovics Onufrijenko , küldetésfelelős/ISS parancsnok
- Daniel Wheeler Bursch , küldetésfelelős/ISS fedélzeti mérnök
- Carl Erwin Walz , küldetésfelelős/ISS fedélzeti mérnök

### Visszatérő személyzet
- James Donald Wetherbee (5), parancsnok
- James McNeal Kelly (1), pilóta
- Andy Thomas (3), küldetésfelelős
- Paul William Richards (1), küldetésfelelős
- William McMichael Shepherd  (4), ISS parancsnok/küldetésfelelős
- Jurij Pavlovics Gidzenko  (2), ISS fedélzeti mérnök/küldetésfelelős – Orosz Szövetségi Űrügynökség (RKA)
- Szergej Konsztantyinovics Krikaljov  (5), ISS tudományos tiszt/küldetésfelelős – Orosz Szövetségi Űrügynökség (RKA)